# Len Deighton
Leonard Cyril Deighton assina como Len Deighton (Marylebone, Londres, 18 de fevereiro de 1929), é um escritor britânico, de história, culinária e romances.

## Vida
Seu pai era um motorista e mecânico, e sua mãe era uma cozinheira. Depois de deixar a escola, Deighton trabalhou como balconista de trem,  antes de executar seu serviço nacional, passou como fotógrafo especial Investigation Branch (ramo investigativo) da Força Aérea Real. Após a alta da RAF, ele estudou na Escola de St. Martin of Art, em Londres, em 1949, e em 1952 ganhou uma bolsa de estudos para o Royal College of Art, graduando-se em 1955. 
Deighton trabalhou como comissário de bordo na BOAC (British Overseas Airways Corporation, antiga empresa aérea do Reino Unido). Antes dele começar sua carreira de escritor, trabalhou como ilustrador em Nova York e, em 1960, como diretor de arte em uma agência de publicidade de Londres. Deighton é creditado pela criação da primeira capa Britânica de Jack Kerouac On the Road. Desde então, ele usou suas habilidades de desenho para ilustrar uma série de seus próprios livros de história militar. Seguindo o sucesso de seus primeiros romances, Deighton se tornou The Observer, escritor de culinária e produziu livros de receitas ilustradas. Em setembro de 1967, ele escreveu um artigo no Sunday Times Revista sobre a Operação Snowdrop - um ataque SAS em Benghazi, durante a Segunda Guerra Mundial. No ano seguinte, David Stirling teria concedido danos substanciais na difamação do artigo. Ele também escreveu guias de viagem e tornou-se editor de viagem da Playboy, antes de se tornar um produtor de cinema. Depois de produzir uma adaptação cinematográfica de sua novela 1968 Only When I Larf , Deighton e fotógrafo Brian Duffy, compraram os direitos de filmagem de Joan Littlewood e o palco musical do Teatro Oficina Oh, What a Lovely War! Ele tinha o seu nome removido dos créditos do filme, no entanto, o que era um movimento que mais tarde ele descreveu como "estúpido e infantil."
Essa era a sua última participação com o cinema. 
Deighton deixou a Inglaterra em 1969. Ele brevemente residiu em Blackrock e County Louth, na Irlanda. Ele não voltou para a Inglaterra, senão para algumas visitas pessoais e muito poucas aparições na mídia, sua última desde 1985 sendo uma entrevista de 2006, que fazia parte de um "Len Deighton Night" na BBC Four. Deighton e sua esposa Ysabele dividem seu tempo entre casas em Portugal e Guernsey.